# Damião de Molokai
São Damião de Molokai, Padre Damião, formalmente Jozef de Veuster, SS.CC. (Tremeloo, Bélgica, 3 de janeiro de 1840 – Molokai, Havai, Estados Unidos, 15 de abril de 1889) foi um santo e missionário católico belga da Congregação dos Sagrados Corações de Jesus e Maria, venerado especialmente pelos habitantes do arquipélago do Havai e pela cristandade em geral por ter dedicado a sua vida ao cuidado dos leprosos de Molokai, no reino do Havai.
Para os católicos, o Padre Damião é o patrono espiritual dos leprosos e marginalizados, incluindo os doentes de SIDA, e também do Estado do Havai. A sua festividade é celebrada no dia 15 de abril no Havai, mas o dia de festa da Igreja Católica é o dia 10 de maio. Foi beatificado em 1995 pelo papa João Paulo II e canonizado em 11 de outubro de 2009 pelo papa Bento XVI.
Em 1 de dezembro de 2005 o Padre Damião foi eleito o maior belga de todos os tempos numa votação organizada pela televisão aberta flamenga (VRT).

## Biografia

### Infância

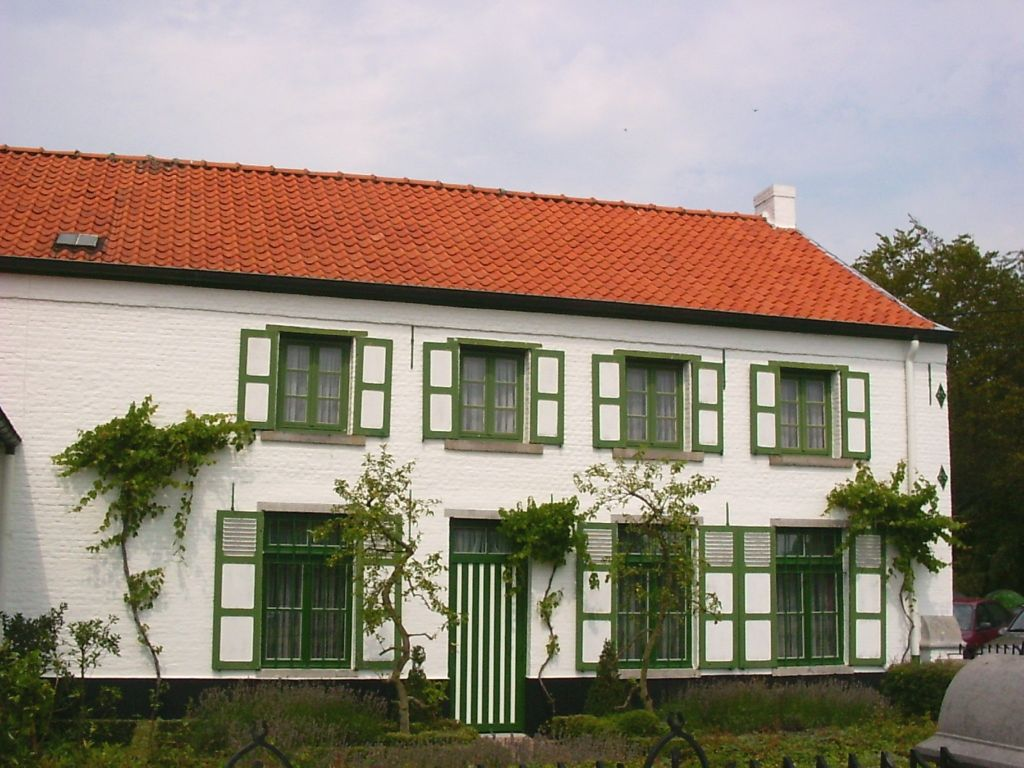
Casa onde nasceu

Damião nasceu em Tremeloo, Bélgica, numa família numerosa da região flamenga. Estudou num colégio religioso, e entrou no noviciado da Congregação dos Sagrados Corações de Jesus e Maria em Lovaina, adotando o nome de Damião nos seus primeiros votos. Seguindo os passos do seu irmão Augusto, que tomou o nome de Irmão Panfilo, Damião converteu-se em Irmão Picpus em 7 de outubro de 1860. O seu irmão Augusto não pôde realizar o seu sonho de viajar pelos mares para participar ativamente nos trabalhos missionários. Damião tomou o sonho do seu irmão como se fosse seu e aventurou-se nos percursos de missão.

### Missão no Havaí
Em 19 de março de 1864 chegou ao porto de Honolulu como missionário. Nessa cidade foi ordenado sacerdote, em 24 de março de 1864, na Catedral de Nossa Senhora da Paz, uma igreja estabelecida pela sua Ordem Religiosa. Trabalhou em várias paróquias na ilha de Oahu no tempo em que o reino sofria uma crise sanitária.
Os nativos havaianos viram-se atingidos por enfermidades que inadvertidamente tinham trazido os comerciantes que negociavam entre ilhas. Milhares morreram devido a gripe, sífilis e outras doenças que nunca antes tinham atingido o arquipélago. Entre elas, a lepra. Com receio de que a doença se espalhasse, o rei Kamehameha IV segregou os leprosos do reino mudando-os para uma colónia estabelecida para estes no norte, na ilha de Molokai. A “Royal Board of Health” fornecia-lhes comida, mas não tinha os meios apropriadas para os assistir medicamente. Em 1865 o Padre Damião foi colocado em missão católica no norte de Kohala, na ilha do Havai. O monsenhor Louis Maigret, vigário apostólico, defendia que os leprosos necessitavam pelo menos de um sacerdote que pudesse cobrir as suas necessidades religiosas e administrar-lhes os Santos Sacramentos, e Damião sabia que tal podia ser para si uma potencial sentença de morte. Após pensar durante uns tempos, o Padre Damião solicitou a Monsenhor Maigret autorização para ir a Molokai.

### Colônia da morte

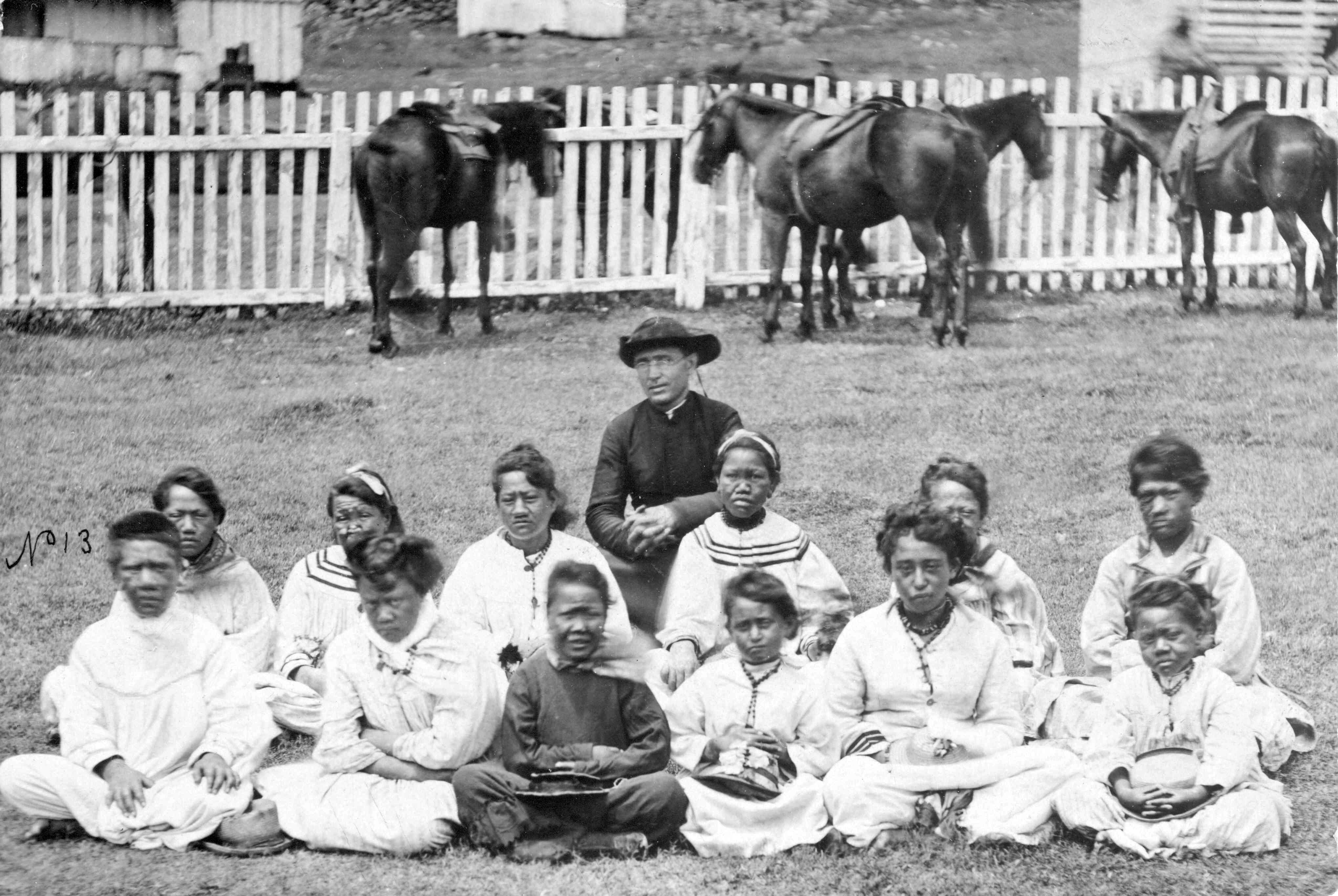
O Padre Damião com crianças do coro de Kalawao na década de 1870

Em 10 de maio de 1873 Damião chegou a Kalaupapa. O bispo Maigret apresentou Damião aos colonos como "um homem que será pai para vós, e que vos ama de tal maneira que não vacila ao voltar-se para vós, viverá e morrerá convosco". O lugar estava rodeado de montanhas. Havia seiscentos leprosos em Kalaupapa. A primeira missão que Damião se impôs foi construir uma igreja e estabelecer uma paróquia, dedicada a Santa Filomena.
Sociólogos argumentaram perante a Cúria Romana, no procedimento para a canonização do Padre Damião, que este fora enviado para uma "colónia da morte", onde as pessoas se viam obrigadas a lutar entre si para conseguir sobreviver. O reino do Havai não tinha planeado a colónia como lugar de morte, mas houve negligência na falta de atribuição de recursos e apoio médico, ajudando assim a criar o caos no lugar. A chegada de Damião é vista como um ponto de inflexão para a comunidade. Sob a sua liderança, as leis básicas foram restabelecidas, as casas voltaram a ser arranjadas e mantidas, retomou-se o trabalho agrícola e estabeleceu-se um sistema escolar.

### Ordem de Kalākaua

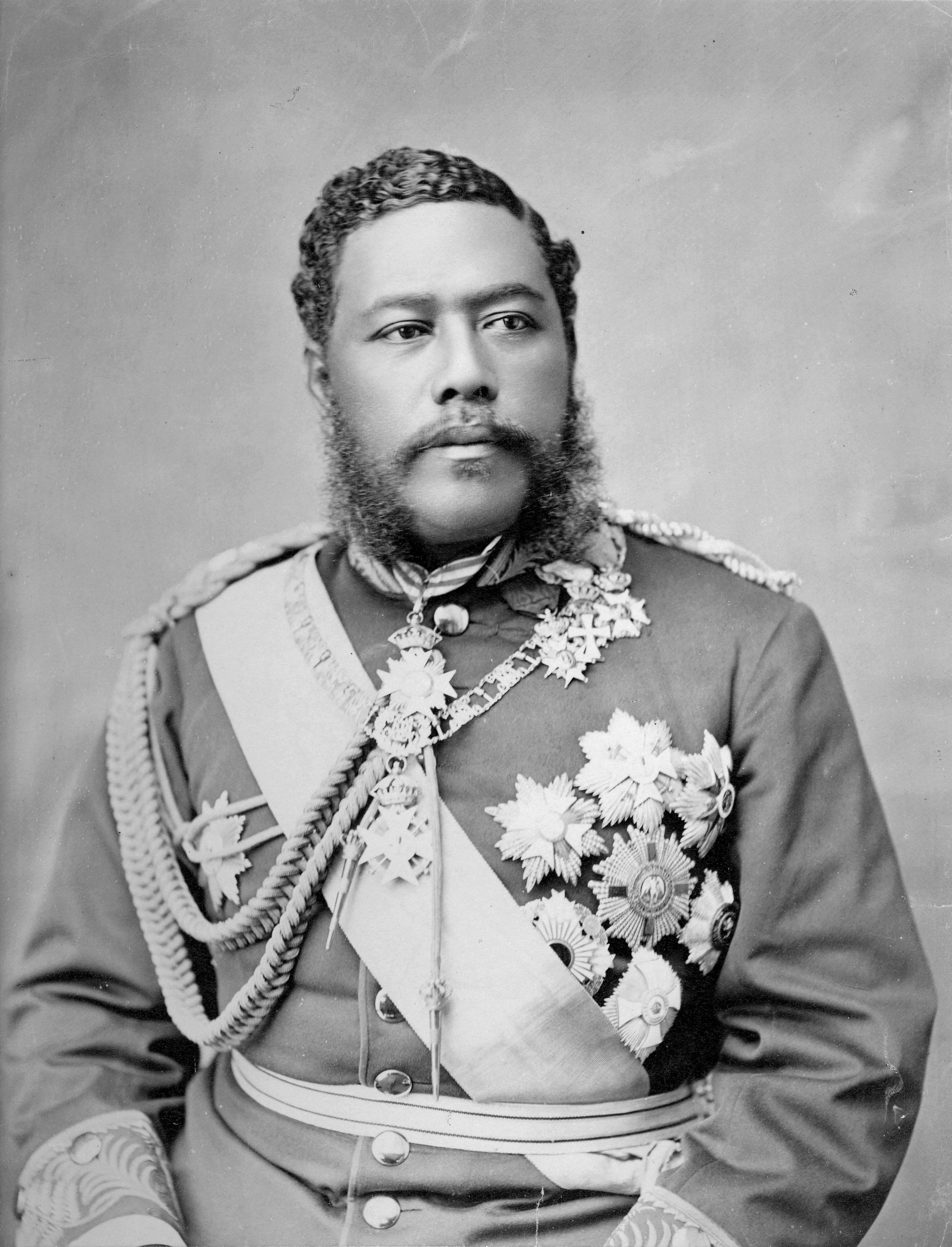
O rei David Kalākaua agraciou o Padre Damião e agradeceu o seu trabalho humanitário

O rei David Kalākaua do reino do Havai investiu o Padre Damião com o título honorífico de Cavaleiro Comandante da Real Ordem de Kalākaua. Quando a princesa Lydia Liliʻuokalani visitou o estabelecimento para apresentar a medalha, as crónicas indicaram que ela se comoveu de tal maneira, que lhe foi impossível ler o seu discurso. A princesa partilhou esta experiência com o mundo aclamando os esforços do Padre Damião. Consequentemente, o nome de Damião e o seu trabalho ficaram conhecidos nos Estados Unidos e na Europa. Protestantes americanos juntaram uma grande quantia para dar à missão, e a Igreja de Inglaterra enviou comida, medicamentos, roupas e outros bens. O Padre Damião nunca usou a medalha que lhe outorgaram.

### Morte
Segundo está registado nos diários, em dezembro de 1884 o Padre Damião fez o seu ritual matutino de introduzir os pés em água fervente, pois não podia sentir o calor: tinha contraído a lepra. Apesar da descoberta, os residentes assinalam que o Padre Damião trabalhou incansavelmente na construção de casas e elaborou planos para a continuação do programa que tinha criado para depois da sua morte.
Com quatro colaboradores, continuava a assumir a sua missão até duas semanas antes da sua morte, em 15 de abril de 1889, em Kalaupapa, Molokai, aos 49 anos. Em 12 de fevereiro de 1889 tinha escrito uma derradeira carta ao seu irmão, o Padre Pamfilo: « serei sempre feliz e contente, e mesmo doente não desejo senão cumprir a santa vontade de Deus… »
Robert Louis Stevenson deslocou-se ao Havaí para encontrar as pessoas que conheceram o Padre Damião. Ao regressar a Inglaterra publicou no Times uma longa descrição da vida de Damião, rebatendo uma por uma todas as acusações que lhe haviam feito. Segundo ele, as duas razões principais sobre a atuação do Padre Damião eram explicadas pela ignorância da época quanto à doença (acreditava-se que a sífilis era uma primeira etapa para a lepra, e então isso levaria a que Damião não tivesse respeitado o voto de castidade) e a inveja dos missionários protestantes, como M. Hyde da ilha do Havai, que viam as suas missões como desfavorecidas face à fama do Padre Damião.

## Biografias
- (PT) John Farrow, Damião, o Leproso, Quadrante Editora, 1995. ISBN9786589820178.
- (ING) Gavan Daws, Holy Man: Father Damien of Molokai, University of Hawai'i Press, 1994.
- (ING) Hilde Eynikel, Molokai: The Story of Father Damien, Alba House: 1999.
- (ING) Richard Stewart, Leper Priest of Moloka'i: The Father Damien Story, University of Hawai'i Press: 2001.
- (ITA) Jan De Volder, "San Damiano di Molokai. L'apostolo dei lebbrosi", San Paolo Edizioni 2010